# Belén Beach
Der Belén Beach ist ein erhöhter Kiesstrand von King George Island im Archipel der Südlichen Shetlandinseln. Er liegt westlich des Eddy Point am südlichen Ende der Fildes-Halbinsel.
Das UK Antarctic Place-Names Committee benannte ihn 2007 in Verbindung mit der Benennung des benachbarten Belén Lake. Der weitere Benennungshintergrund ist nicht hinterlegt. Im Composite Gazetteer of Antarctica ist bei nahezu identischer Positionierung unter dem Namen Biyu Tan (chinesisch 碧玉灘 ‚Jaspis-Strand‘) ein Strand enthalten, den chinesische Wissenschaftler bereits 1986 so benannten.